# Solwezi
Solwezi  este reședința  Provinciei de Nord-Vest, Zambia. Majoritatea populației orașului aparține tribului Kaonde. Activitatea economică principală o reprezintă exploatarea cuprului, în minele Kanshashi și Lumwana.